# Karl Kirsch
Karl August Kirsch (* 14. August 1938 in Mannheim; † 22. Dezember 2022 in Berlin) war ein deutscher Gravitationsphysiologe und Hochschullehrer für Physiologie in Berlin.

## Leben
Karl Kirsch studierte Medizin an der Universität Heidelberg. Während des Studiums wurde er Mitglied der Landsmannschaft Zaringia sowie der Landsmannschaft Spandovia. 1963 wurde er zum Dr. med. promoviert. Kirsch war Stipendiat der Deutschen Forschungsgemeinschaft und von 1967 bis 1968 Wissenschaftlicher Mitarbeiter an der Duke University. Von 1969 bis 1974 bekleidete er eine Assistenzprofessur am Institut für Physiologie der Freien Universität Berlin (FU). 1973 erfolgte seine Habilitation im Fach Physiologie und 1974 wurde Kirsch zum Ordinarius an die FU berufen. Seine Forschungsschwerpunkte liegen unter anderem in der Kreislaufphysiologie mit Berücksichtigung der Physiologie des Niederdrucksystems sowie der Physiologie des Salz-Wasser-Haushaltes.
Auf Kirsch gehen auch die ersten deutschen Experimente zur Herz-Kreislauf-Forschung sowie Untersuchungen zum zentralen Venendruck unter den Bedingungen der Schwerelosigkeit zurück.

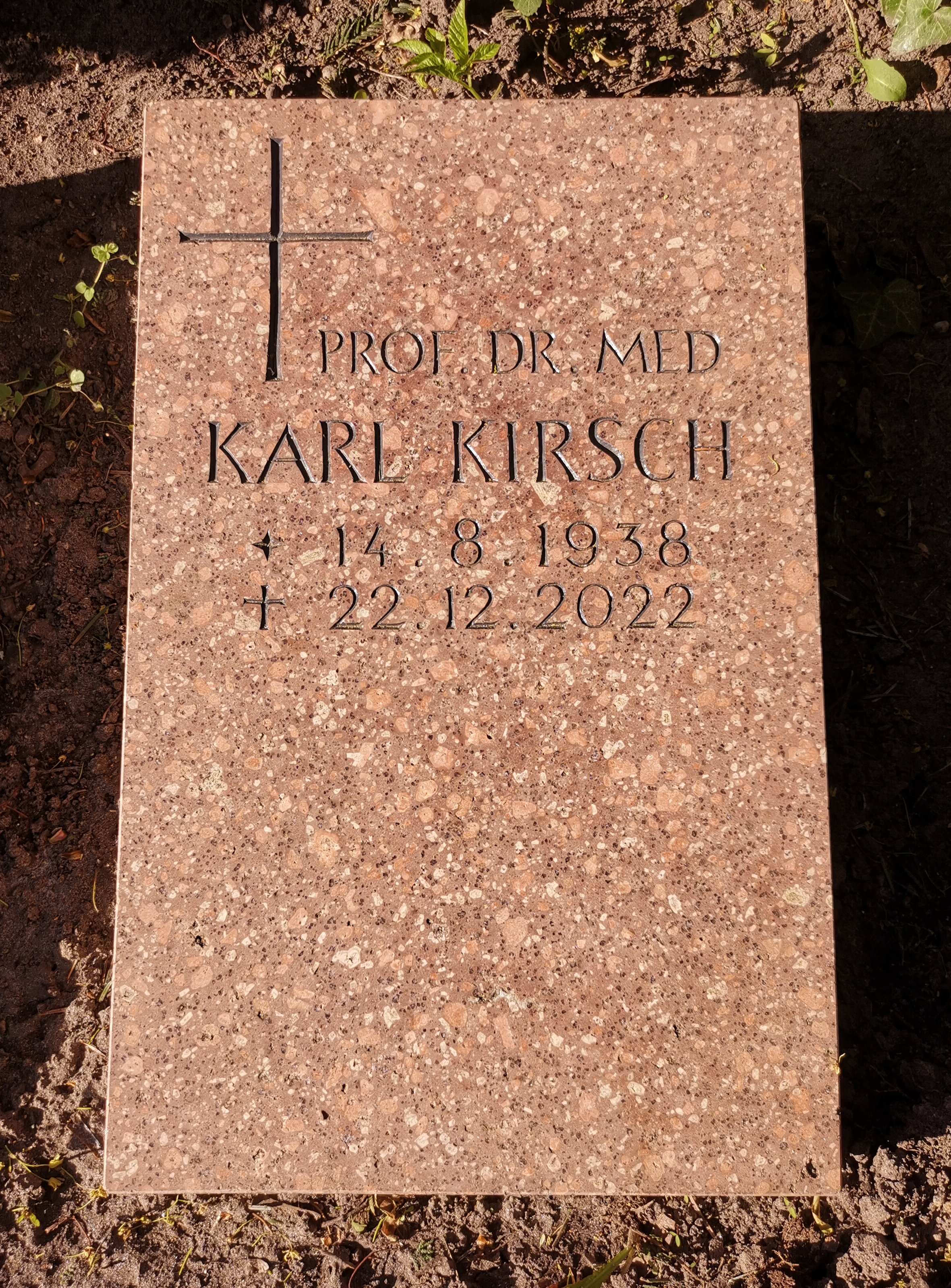
Grab auf dem Kirchhof Nikolassee

Kirsch wurde auf dem Evangelischen Kirchhof Nikolassee beigesetzt (Feld C I 45/46).

## Publikationen
- Karl Kirsch: Die Drahtcerclage bei Unterschenkelschaftbrüchen. Indikation, Technik und Spätergebnisse 1952–58. Dissertation, Heidelberg 1963
- mit Hinrich Rahman: Mensch – Leben – Schwerkraft – Kosmos: Perspektiven biowissenschaftlicher Weltraumforschung in Deutschland. G. Heimbach, Stuttgart 2001, ISBN 3-935380-03-8
- mit H.-C. Gunga: und M. Steinach: Weltraummedizin und -biologie. In: W. Ley, K. Wittmann, L. Hallmann (Hrsg.): Handbuch der Raumfahrttechnik. Kap. 7.6, S. 575–588, Carl Hanser Verlag, München 2007. ISBN 978-3-446-41185-2